# Liste de franc-maçons durant la révolution française
La Liste de franc-maçons durant la révolution française permet d'illustrer l'article Théories du complot maçonnique dans la révolution française.

## Députés franc-maçons duTiers-Étatà l'Assemblée constituante de 1789
115 députés franc-maçons du Tiers-Etat sur 584 députés du Tiers-Etat en tout avec 1145 députés de toutes catégories.
- Haut – A
- B
- C
- D
- E
- F
- G
- H
- I
- J
- K
- L
- M
- N
- O
- P
- Q
- R
- S
- T
- U
- V
- W
- X
- Y
- Z

### A
- Louis-François Allard
- Guy Joseph Allard du Plantier
- Antoine Andurand
- Pierre-Hubert Anson
- Bruno-Philibert Audier-Massillon
- Étienne-Jean Augier

### B
- Pierre-Marie-Athanase Babey
- Jean Sylvain Bailly
- Pierre Bertrand
- Alexandre Besson
- Pierre François Bonnet
- Jean Pierre Boullé
- Pierre-Étienne-Nicolas Bouvet-Jourdan
- Louis-René Buffy

### C
- Jean-Raymond Cavailhes
- Hilaire-François Chabert de La Charrière
- Pierre Chantaire
- Charles Antoine Chasset
- Louis-Jacques-Hippolyte Coroller du Moustoir
- Gabriel Hyacinthe Couppé de Kervenno
- Gabriel de Cussy

### D
- Jean Daude
- Jacques Defermon
- Joseph-Julien de Lalande
- François-Pascal Delattre
- Joseph Delaville Le Roulx (1747-1803)
- Pierre de Luze-Létang
- Jean-Nicolas Démeunier
- Paul-Victor de Sèze
- Thomas-Marie-Gabriel Desmazières
- Pierre-Étienne Despatys de Courteille
- François Régis Benjamin Devinck-Thiery
- Jean-Baptiste Dumaire
- Pierre Samuel du Pont de Nemours
- Charles François Duval de Grandpré

### E
- Jean-Louis Emmery

### F
- Jean-Félix Faydel
- Jean-Antoine-Édouard Fos de Laborde

### G
- Jean-François Gaultier de Biauzat
- Louis-Charles Gillet de La Jaqueminière
- Jean-Pierre Girod de Thoiry
- François Gorguereau
- Pierre-François Gossin
- Louis Marie Joseph Gossuin
- Jean-Joseph Goyard
- Louis-Marie Guillaume

### H
- Nicolas François Harmand d'Abancourt
- Pierre Hébrard
- Pierre Antoine Charles Herwin de Nevele
- Étienne-Eusèbe-Joseph Huard
- Jean-Antoine Huguet

### L
- François Louis Jean-Joseph de Laborde de Méréville
- Jean-Baptiste Lafargue
- Michel-Louis Lamy
- Jean-Baptiste Gabriel Larchevesque-Thibaud
- Louis-Jean-Joseph Laurence
- André Jacques Benoît François Hyacinthe Le Berthon
- Isaac Le Chapelier
- Jean-Barthélémy Le Couteulx de Canteleu
- Julien-Camille Le Maignan
- Denis Le Maréchal
- Antoine Lemosy
- André Liquier
- Louis Prosper Lofficial

### M
- Pierre-Victor Malouet
- Pierre Marandat d'Olliveau (Pierre Charles Marandat d'Olliveau)
- Joseph Martin-Dauch
- Michel-René Maupetit
- Jean Mauriet de Flory
- Marie-André Merle
- Jean Antoine Pierre Mévolhon
- Marie-Joseph Milscent
- Jean-Jacques-François Millanois
- Samuel de Missy (Samuel Pierre David Joseph de Missy)
- Louis Monneron
- Jean-Jacques Monssinat
- Étienne-Vincent Moreau

### P
- Antoine Marie Paccard
- Julien-François Palasne de Champeaux
- Louis Paultre des Épinettes
- Jean Payen de Boisneuf
- Bertrand Pégot
- Jean-Marie Pelauque-Béraut
- Marin-Gabriel-Louis-François Périer
- Jean-André Périsse-Duluc
- Rodolphe Claude Perret de Trégadoret
- Alexandre François Augustin Petit
- Jean-Pierre Pezous
- Denis Ferdinand Picquet
- François Joseph de Pochet
- Jean-Baptiste Poncet-Delpech
- Jean-Baptiste Célestin Poulain de Boutancourt
- Marc Florent Prévost
- Pierre-Louis Prieur

### Q
- Henri Quatrefages de La Roquette

### R
- Jean-Arnaud-Pascal Raby de Saint-Médard
- Michel Regnaud de Saint-Jean d'Angély
- Claude Ambroise Régnier
- Louis-Étienne Ricard
- Louis de Rivery
- Louis François Anne Robin de Morhéry
- Antoine François Amans de Rodat
- Guillaume-Grégoire de Roulhac
- Michel Roussier
- Pierre Roussillou

### S
- Blaise-Thérèse Sentetz
- Emmanuel-Joseph Sieyès

### T
- Joseph-Golven Tuault de La Bouverie
- Jean de Turckheim

### V
- Marc Guillaume Alexis Vadier
- Jacques Louis Nicolas Vaillant
- Joseph Simon Valette
- Jacques Verdollin
- René-Louis-Marie Vieillart
- Jean-Baptiste Viguier

## Député franc-maçon de lanoblesseà l'Assemblée constituante de 1789
85 députés franc-maçons de la noblesse sur 270 députés de la noblesse en tout avec 1145 députés de toutes catégories.
- Haut – A
- B
- C
- D
- E
- F
- G
- H
- I
- J
- K
- L
- M
- N
- O
- P
- Q
- R
- S
- T
- U
- V
- W
- X
- Y
- Z

### A
- Luc René Charles Achard de Bonvouloir
- Henri Cardin Jean-Baptiste d'Aguesseau
- Pierre d'Allarde
- Frédéric-Antoine-Marc d'Andlau
- Antoine Balthazar Joachim d'André
- Jean-Paul d'Angosse
- Louis-Alexandre de Launay
- Jean-Joseph d'Apcher
- Auguste Marie Raymond d'Arenberg

### B
- Alexandre de Beauharnais
- Bon Albert Briois de Beaumetz
- Claude Antoine de Bésiade
- Charles de Biencourt (1747-1824)
- Victor de Broglie (1756-1794)
- Jean-Xavier Bureau de Pusy
- Jean Charles François de Burle
- Matteo Buttafoco
- Philibert du Buysson de Douzon

### C
- Joseph Folch de Cardon de Sandrans
- Boniface de Castellane (1758-1837)
- Charles de La Croix de Castries
- Jacques Antoine Marie de Cazalès
- Jacques de Cazales
- Louis Marie Florent du Châtelet
- Antoine-César de Choiseul-Praslin
- Stanislas de Clermont-Tonnerre
- François Félix Dorothée Des Balbes de Berton de Crillon
- Charles Lidewine Marie de Croix
- Anne Emmanuel de Croÿ (1743-1803)

### D
- Jean Melchior Dabadie de Bernet
- François Joseph Théodore de Désandrouin
- Antoine Destutt de Tracy
- Achille Pierre Dionis du Séjour
- Adrien Duport

### E
- Emmanuel Marie Michel Philippe Fréteau de Saint Just
- Jean-Jacques Duval d'Eprémesnil
- Eustache Jean-Marie D'Aoust
- Ange Marie d'Eymar

### F
- Charles-Élie de Ferrières
- François Véron Duverger de Forbonnais
- Thomas de Frondeville

### G
- Armand Louis de Gontaut-Biron
- Louis-Marthe de Gouy d'Arsy

### H
- Jean-Marie Heurtault de Lammerville

### J
- Joseph-Henri de Jessé
- Alexandre Paul Guérin de Tournel de Joyeuse de Chateauneuf-Randon

### L
- Louis Alexandre de La Rochefoucauld d'Enville
- François XII de La Rochefoucauld
- Charles César de Fay de La Tour-Maubourg
- Gilbert du Motier de La Fayette
- Gérard de Lally-Tollendal
- Alexandre de Lameth
- Charles François de Lannoy
- Louis-René-Madeleine de Latouche-Tréville
- Mathieu de Montmorency-Laval
- Louis-Michel Lepeletier de Saint-Fargeau
- François-Célestin de Loynes de La Coudraye
- Pierre-Marc-Gaston de Lévis
- Claude-François de Lezay-Marnésia
- Louis Marie d'Estourmel

### M
- Jean-Louis Matterel de Saint-Maixent
- François Thibault de Ménonville
- Jacques de Menou de Boussay
- Louis Marie de Milet de Mureau
- André Boniface Louis Riquetti de Mirabeau
- Anne-Pierre de Montesquiou-Fézensac
- François Dominique de Reynaud de Montlosier
- Anne Louis Alexandre de Montmorency

### N
- Louis Marc Antoine de Noailles
- Philippe Louis Marc Antoine de Noailles
- Jean-Baptiste Nompère de Champagny

### O
- Louis Philippe d'Orléans (1747-1793)

### P
- François Petau de Maulette
- Antoine de Plas de Tanes
- Conrad de Provençal de Fonchâteau
- Joseph de Puisaye

### R
- Aimery-Louis-Roger de Rochechouart
- Henri Pascal de Rochegude
- Claude-Anne de Rouvroy de Saint-Simon

### S
- Joseph-Alexandre de Ségur
- Charles-Alexis Brûlart

### T
- Antoine Omer Talon

### U
- Jean-Bernard d'Uhart

### V
- René Vauquelin
- François-Henri de Virieu (1754-1793)

## Député franc-maçon duclergéà l'Assemblée constituante de 1789
63 députés franc-maçons du clergé sur 291 députés du clergé en tout avec 1145 députés de toutes catégories.
- Haut – A
- B
- C
- D
- E
- F
- G
- H
- I
- J
- K
- L
- M
- N
- O
- P
- Q
- R
- S
- T
- U
- V
- W
- X
- Y
- Z

### A
- Philippe-François d'Albignac de Castelnau
- Benoît-Antoine-Frédéric d'Andlau de Hombourg

### B
- Antoine Banassat
- Pierre-Louis Barbou
- Jean Baptiste de Beauvais
- Denis Bérardier
- Jean de Dieu-Raymond de Boisgelin de Cucé
- François de Bonal

### C
- Joseph-Nicolas de Champeaux
- Jean-Baptiste-Marie Champion de Cicé
- Jérôme Champion de Cicé
- François Chevalier
- Anne-Antoine-Jules de Clermont-Tonnerre
- Jean Colson
- Joachim François Mamert de Conzié
- Louis-Hilaire de Conzié

### D
- Guillaume-Antoine Delfaud
- Claude-Pierre Dellay d'Agier
- Jean-Baptiste Demandre

### E
- Louis-Alexandre Expilly de La Poipe

### F
- Aimé Favre

### G
- Jean Gaspard Gassend
- Christophe Antoine Gerle
- François Goubert
- Jean-Louis Gouttes
- Jean-Baptiste Amédée de Grégoire de Saint-Sauveur
- Henri Grégoire
- Joseph-Marie Gros

### J
- Pierre-Mathieu Joubert

### L
- Anne Louis Henri de La Fare
- Jacques de La Lande
- César-Guillaume de La Luzerne
- Dominique de La Rochefoucauld
- François-Joseph de La Rochefoucauld
- Pierre-Louis de La Rochefoucauld (1744-1792)
- Jacques-Bernardin Colaud de La Salcette
- Jean Marie du Lau d'Allemans
- Antoine-Éléonor-Léon Leclerc de Juigné
- Jean-Georges Lefranc de Pompignan

### M
- Claude Marolles
- Jean-Baptiste Massieu
- Jean-Sifrein Maury
- Simon-Edme Monnel
- René des Monstiers de Mérinville
- Jean-François Montés
- François-Xavier-Marc-Antoine de Montesquiou-Fézensac
- Joseph Moyon

### P
- Louis Charles du Plessis d'Argentré
- Pierre Pontard
- Vincent Poupard
- Dominique Dufour de Pradt
- Jean Auguste de Chastenet de Puységur

### R
- Jean-Michel Rolland
- Pierre-Marin Rouph de Varicourt
- Jean-Baptiste Royer
- Claude-Marie Ruffo de La Ric

### S
- Jean-Baptiste Pierre Saurine

### T
- Alexandre Angélique de Talleyrand-Périgord
- Charles-Maurice de Talleyrand-Périgord
- Alexandre Thibaut
- Jean Thomas (ecclésiastique)
- Philippe-Sylvain Tournyol-Duclos

### V
- Jean-Chrysostôme de Villaret

## Note
Cette liste a pour but de recenser, classés alphabétiquement, les députés franc-maçons, 263 (23%) parmi les 1145 députés titulaires (115/584 députés du tiers état, 85/270 de la noblesse et 63/291 du clergé), élus aux États généraux de 1789, qui se sont transformés en Assemblée nationale le 17 juin 1789 et en Assemblée nationale constituante (1789) le 9 juillet 1789, ainsi que les députés suppléants ayant siégé.

## Liens et références externes
- Les franc-maçons de la révolution (liste de franc-maçons durant la révolution), par Marcel Ache